# Riduzioni gesuite

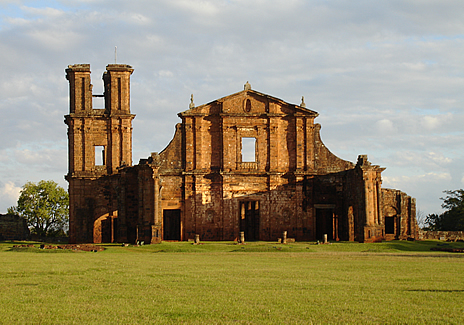
La missione di São Miguel das Missões

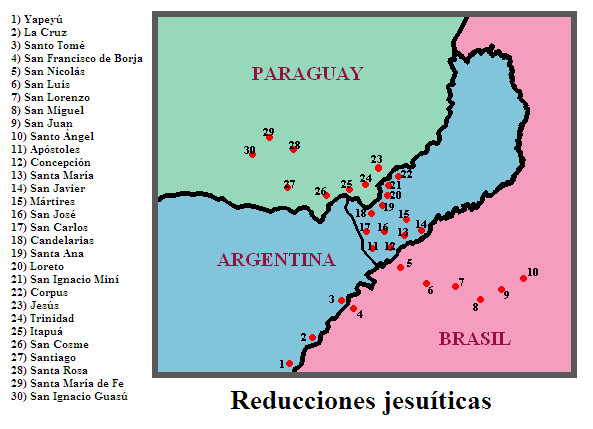
Le riduzioni gesuitiche nell'attuale territorio di Argentina, Brasile e Paraguay

Le riduzioni gesuite erano i piccoli nuclei cittadini secondo i quali erano strutturate le missioni della Compagnia di Gesù soprattutto nel Paraguay (ma anche a Nuova Granada e in Cile), frutto della strategia missionaria gesuita consistente nella realizzazione di centri (reducciones de indios) per l'evangelizzazione delle popolazioni indigene dell'America Meridionale.
Esse sono i nomi degli antichi centri o villaggi indigeni organizzati e amministrati dai gesuiti nel cosiddetto "Nuovo Mondo". Il fine che si prefiggevano era di civilizzare ed evangelizzare; era anche prevista la fondazione di collegi e conventi. Lo scopo delle Missioni fu quello di creare una società che avesse i benefici e le caratteristiche della società cristiana europea, priva però dei suoi vizi e aspetti negativi.
Tra i villaggi fondati dai gesuiti alcuni hanno acquisito una notevole rilevanza, in particolare quelli situati nella regione di frontiera tra gli attuali Brasile, Paraguay, Argentina, Bolivia e Uruguay.

## Storia

### Antecedenti storici

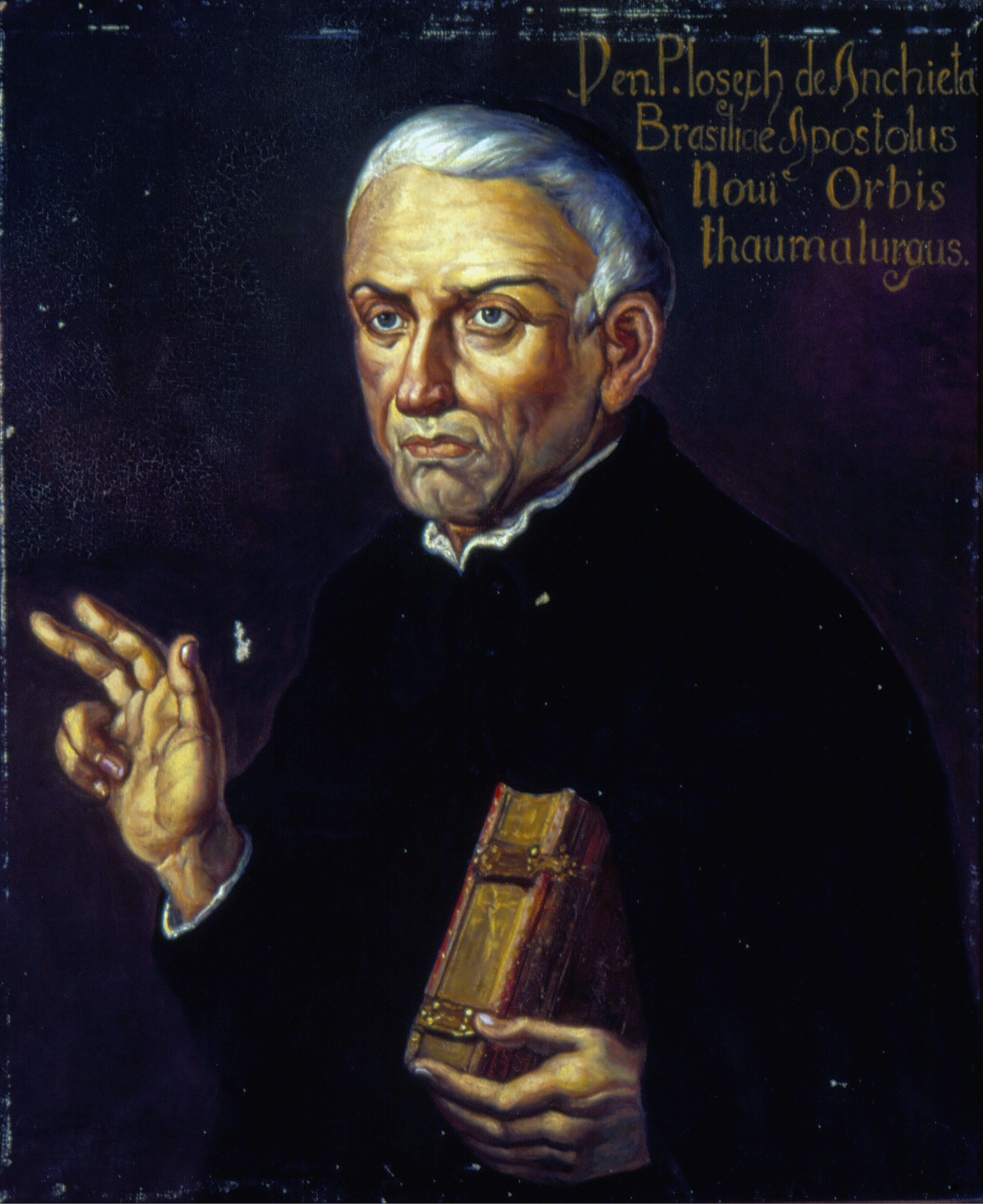
Il missionario spagnolo San José de Anchieta fu, insieme a
Manuel da Nóbrega, il primo gesuita che Ignacio de Loyola mandò in America.

La Compagnia di Gesù fu creata nel 1534 da Ignazio di Loyola. Nel 1549 cinque membri dell'Ordine, sotto la guida del padre Manuel da Nóbrega, attraversarono l'Oceano Atlantico, prendendo la direzione del Brasile, già colonia del Portogallo, con lo scopo di realizzare il sogno evangelizzatore. Arrivati a Salvador de Bahia fondarono un Collegio e diedero vita alla Provincia del Brasile della Compagnia di Gesù. Quando il Marchese di Pombal nel 1760 li espulse dal paese, 670 religiosi gesuiti furono dispersi dal nord al sud del Brasile.
Nell'America ispanica la missione dei gesuiti cominciò più tardi: nel 1586, quando Francisco Borja inviò un gruppo in Perù. Nel 1606 Filippo III ordinò al governatore di Río de la Plata, Fernando Árias de Saavedra, di non sottomettere gli indigeni con la forza delle armi ma attraverso la catechesi svolta dai gesuiti.
Così nel 1607 nacque la Provincia del Paraguay, il cui territorio comprendeva l'attuale Paraguay, la parte orientale della Bolivia, l'Argentina, l'Uruguay e il sudovest del Brasile, allora governato dagli spagnoli. Invitati dal vescovo di Tucumán, i missionari si trasferirono all'interno del continente, e insieme con altri religiosi fondarono nel 1609 un collegio ad Asunción. Primo provinciale della neo-nata regione, designato da Claudio Acquaviva, fu Diego de Torres y Bollo. Nel 1610 cominciarono il loro lavoro specificamente missionario, con la fondazione della Missione di San Ignacio Guazú, in Paraguay, a cui fecero seguito circa altre 60 nei territori di Paraguay, Argentina e Brasile, di cui solo 30 hanno avuto uno sviluppo significativo.

### Sviluppo

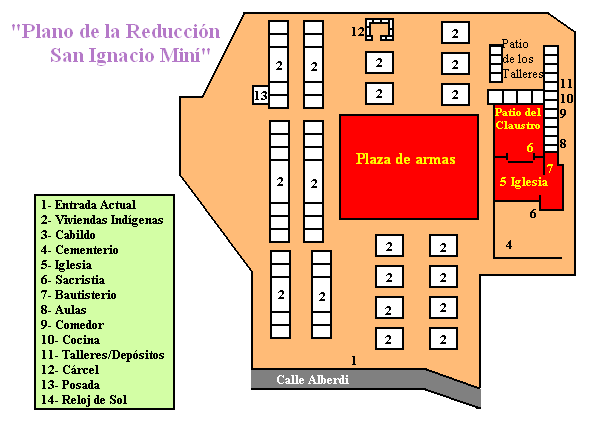
Pianta della Riduzione di San Ignacio Miní

Prima dell'arrivo dei missionari i guaraní vivevano secondo le loro antiche abitudini locali. Tutti i membri di un clan vivevano in un'unica grande capanna che fungeva da abitazione collettiva. L'agricoltura era molto povera e comprendeva solo la coltivazione della manioca. Le guerre con i villaggi vicini erano molto frequenti e giocavano un importante ruolo nella definizione delle differenti comunità indigene.
Quello delle reducciones è un esempio della difficoltà a conciliare indipendenza missionaria e governi locali. All'inizio del Seicento i superiori gesuiti dell'America Latina pensarono di creare queste reducciones  per indurre gli indigeni ad abbandonare la vita nomade e fissarsi in modo stabile in alcuni villaggi bene organizzati. Le riduzioni miravano alla promozione materiale, sociale e spirituale degli indiani. I villaggi nati sotto l'impulso dei gesuiti si estendevano non solo in Paraguay, ma anche in Argentina, Brasile, Uruguay e Bolivia. Le riduzioni furono in tutto 33.
Esse godevano di una notevole autonomia: gli indigeni erano esenti dalla giurisdizione dei funzionari regi e dipendevano direttamente dal viceré; erano liberi da ogni servitù e dovevano solo pagare un tributo al governo di Madrid (una certa quantità di mate). D'altro canto, gli indigeni dipendevano totalmente dai gesuiti e il paternalismo era sviluppato al massimo.
Intorno al 1630 le riduzioni subirono gravissimi assalti e perdite a opera degli schiavisti. Ottennero da Papa Urbano VIII una viva protesta contro la riduzione in schiavitù degli indios (bolla Commissum nobis del 1639). E inoltre, per evitare altri disastri del genere, i gesuiti ottennero da Filippo IV di organizzare un corpo armato di indigeni, preparato dagli stessi missionari.
Nelle riduzioni il governo spirituale era in mano ai missionari mentre l'amministrazione civile, in teoria, era affidata ad alcuni indigeni. L'ingresso nel villaggio era vietato a tutti, eccetto che al vescovo e al rappresentante del governo. Un minuzioso regolamento ordinava la vita delle riduzioni. In meno di tre generazioni gli indigeni erano passati da un livello di vita estremamente primitivo a uno stadio di civiltà piuttosto elevato (per es. la prima tipografia dell'America latina è stata eretta in una riduzione).

### La fine

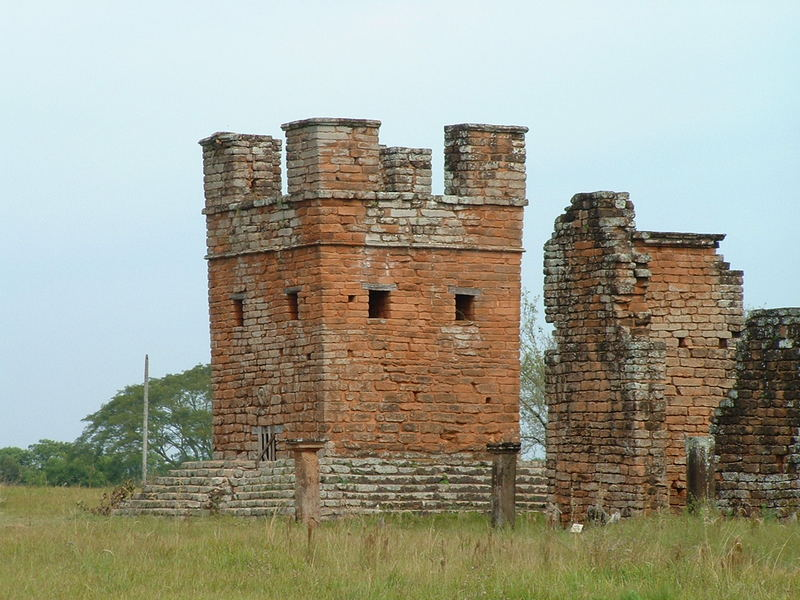
Resti della riduzione di Trinidad

La fine delle reducciones fu determinata non tanto dalle dicerie sulle immense ricchezze dei gesuiti, ma dalla rivalità tra spagnoli e portoghesi. Infatti, nel 1750, la lite tra Spagna e Portogallo sui limiti del loro territorio fu risolta dal Trattato di Madrid, con cui i territori a est del fiume Uruguay passavano al dominio portoghese in cambio della Colonia del Sacramento e delle Filippine. Fu allora che gli indigeni furono costretti ad abbandonare le Missioni e il governo portoghese diede quattromila pesos a ogni villaggio.
Tuttavia né i religiosi né i Guaraní accettarono il trattato. I Gesuiti offrirono ai re di Spagna tributi e ricchezze per cercare di mantenere intatta quella colonizzazione basata esclusivamente sui valori religiosi e culturali. Con il Portogallo non fu possibile nessun accordo a causa dei rapporti deteriorati tra la Compagnia di Gesù e lo Stato.
In seguito ai primi scontri scoppiò la cosiddetta Guerra Guaraní, dal 1750 fino al 1756. Gli indigeni, completamente disorganizzati, affrontarono le milizie portoghesi e spagnole, non poterono opporre resistenza a lungo. Furono sconfitti nella battaglia di Caiboaté, ci furono moltissime vittime. Gli indigeni, costretti a abbandonare i villaggi, li diedero alle fiamme prima che fossero occupati dai vincitori.
La Compagnia di Gesù subì un'intensa campagna diffamatoria in Europa, e nelle Americhe venne incolpata di tutti i mali della regione e accusata di voler creare uno Stato autonomo in accordo con la Corona. Nel 1759 i Gesuiti furono espulsi dal Portogallo, nel 1767 dalla Spagna causando l'arresto dell'espansione missionaria. Un ulteriore colpo lo subirono con la soppressione dell'Ordine nel 1773.
Gli indigeni rimasti subirono un triste destino: i loro terreni furono occupati, furono privati dei loro averi, subirono abusi di ogni sorta da parte degli europei, furono costretti a rapinare per sopravvivere e molti morirono di fame. Quelli che riuscirono a sopravvivere vennero incorporati alle milizie portoghesi e spagnole per essere coinvolti in massa in tutti i conflitti regionali che seguirono.
Una ricostruzione cinematografica della riduzione brasiliana di São Miguel das Missões è presente nel film Mission di Roland Joffé, assieme a una ricostruzione degli attriti e degli scontri tra forze coloniali e nativi che caratterizzarono il periodo. Eugenio Corti, autore del romanzo La terra dell'Indio, ambientato appunto in una riduzione, ha tuttavia sottolineato che il film dipinge il superiore dei Gesuiti come complice del potere laico mentre in realtà egli stesso fu vittima dello smantellamento delle riduzioni e dell'ordine ignaziano.

## Caratteristiche
Le riduzioni erano organizzate secondo un ordine geometrico perfetto realizzato, con poche variazioni, in tutti i villaggi. Ognuna di esse si sviluppava intorno a una piazza quadrata al cui centro c'era una grande croce e un'immagine del santo patrono. Dall'altro lato si trovava la chiesa, con delle case per le vedove e gli orfani e la scuola, gli alloggi dei missionari e le officine; dietro la chiesa c'erano l'orto e il cimitero. Sul lato opposto vi erano le abitazioni degli indigeni, e nei lati restanti il Consiglio della Missione, una portineria, un ospizio, delle cappelle, un orologio solare e il carcere. Il villaggio era protetto da trincee e da un muro per proteggersi dagli attacchi degli altri indigeni e le incursioni degli schiavisti cosiddetti bandeirantes o paolisti. La chiesa era l'unico edificio decorato: gli indigeni che avevano appreso tecniche artistiche avevano la possibilità di applicarle.

### Amministrazione
Il governo civile era gestito dagli indigeni. Consisteva in un consiglio eletto per voto, composto di tre ufficiali, tre amministratori, alcuni ausiliari e i rappresentanti dei quartieri della Missione, tutti sotto l'egida di un cacicco. L'amministrazione della giustizia restava a carico dei gesuiti. I reati erano rari e di conseguenza le pene minime. Non si ricorreva quasi mai alla prigionia o a condanne all'esilio, ritenuta la somma disgrazia.

### Economia
Ogni famiglia riceveva un terreno, ereditario, che forniva il sostegno alla famiglia: venivano coltivate patate, mais, manioca, legumi, frutta e mate. Le altre aree erano "proprietà di Dio" i cui frutti spettavano alla comunità, e dove gli indigeni dovevano lavorare due giorni a settimana.
Il tabacco, miele e mais servivano a volte come moneta di scambio, questo sistema aveva però un ruolo poco rilevante, giacché i centri comunali d'approvvigionamento fornivano ciò che mancava. A volte erano ammessi dei mercanti stranieri, per un periodo non superiore a tre giorni. Il commercio esterno avveniva tra le riduzioni e le altre provincie spagnole, i ricavi erano destinati al pagamento delle tasse alla Corona e per comprare materiali e strumenti vari.
Col tempo aumentò l'allevamento del bestiame nelle Missioni, cosicché nel 1768 possedevano nell'insieme 656.333 capi di bestiame. Anche il commercio ebbe un incremento fino a disporre di un mercato centrale a Buenos Aires, da dove si esportavano per l'Europa cuoio e altri generi come miele, frutta, tinture e sculture in cambio di carta, libri, seta, tegole, aghi e ami, utensili, strumenti di chirurgia, metalli e sale. Nella metà del settecento le importazioni erano spesso limitate, poiché le riduzioni erano diventate praticamente autonome.

### Il quotidiano
La vita in una riduzione seguiva una precisa routine: alle ore 4 suonava la campana, seguiva la preghiera individuale, tutti andavano alla messa, anche i bambini, e alle 7 erano distribuiti i lavori del giorno, a quest'ora era data ai bambini la prima colazione. Dopo la preghiera alle 8 si facevano le visite ai malati o si seppellivano i morti, si prendeva il mate e ci si dirigeva ai diversi affari e i bambini andavano a scuola.
Tra le ore 11 e 12 c'era il pranzo, al seguito un'ora di riposo, poi si tornava al lavoro. Dalle ore 16 in poi c'erano il catechismo, nuove preghiere, la merenda, la recita dell'ufficio divino del giorno e la cena. Alle ore 20.30 i fuochi venivano spenti e il villaggio andava a dormire.
Nelle domeniche le messe erano più solenni e nei giorni delle grandi festività erano realizzate delle sceneggiature teatrali, danze collettive, processioni, professioni pubbliche di fede e a volte autoflagellazioni, finti combattimenti e concerti musicali.

### Educazione e cultura
Per migliorare la vita degli indigeni e per la costruzione dei villaggi furono introdotte nuove tecniche di agricoltura e di allevamento del bestiame. Si insegnavano elementi di architettura, si utilizzava la pietra da taglio e c'era una fonderia, l'educazione laica e religiosa era considerata indispensabile. Nel tempo vennero insegnate anche diverse arti come scultura, pittura, incisione, poesia, musica, teatro, oratoria e scienze.
Racconti dell'epoca registrano che le popolazioni delle riduzioni non hanno veramente approfondito la dottrina cristiana, poiché erano considerati limitati nelle questioni spirituali e in tutto ciò che richiedeva un'elaborazione mentale astratta e un'originalità secondo i criteri europei. Si arrivò a dubitare che fossero mentalmente atti a capire e ricevere i Sacramenti. Tuttavia la loro attitudine alle diverse arti era manifesta e la loro capacità di imitare i modelli formali lasciava stupefatti i propri missionari. Diceva il Padre Sepp:
"Ciò che hanno visto una sola volta, si può essere convintissimi che la imiteranno. Non hanno assolutamente bisogno di nessun maestro, né di direttori che li indichino o li chiariscano sulle regole delle proporzioni, neanche di professore che gli spieghi il piede geometrico. Se gli poni in mano una figura umana o un disegno, vedrai in poco eseguita un'opera d'arte, come in Europa non se ne può avere simile".

### Alfabetizzazione e letteratura
I Gesuiti studiarono e migliorarono la lingua guaraní creando una scrittura con caratteri latini e produssero una buona quantità di opere letterarie, nella maggioranza legata alla catechesi. In questo modo una buona parte degli indigeni fu alfabetizzata in guaraní, castigliano e latino, anche se questo fu spesso riservato solo agli indigeni più ragguardevoli. Gli altri venivano istruiti attraverso l'insegnamento orale e l'arte.
Nel 1700 fu creata la prima tipografia nella Missione di Loreto, in Argentina, e vi fu prodotto nel 1705, dall'indigena Juan Yapai, il primo libro stampato nel paese, un Martirologio Romano. In seguito vennero stampati anche altri libri, calendari, tavole astronomiche e spartiti.
Alcuni indigeni appresero a parlare e a scrivere molto bene, come il cacique Nicolás Yapuguay, della riduzione di Santa Maria, che scriveva in guaraní con grande chiarezza ed eleganza, ed ebbe due dei suoi libri stampati. L'indigena Melchor ha scritto la storia del suo villaggio Corpus Christi, e l'indigena Vasquez, di Loreto.
Le missioni in genere possedevano anche delle biblioteche. Quella di Loreto contava più di trecento libri, quella di Corpus Christi circa 400, Santiago più di 180, e Candelaria la cifra, stupefacente all'epoca, di 4.724 volumi.

### Arti

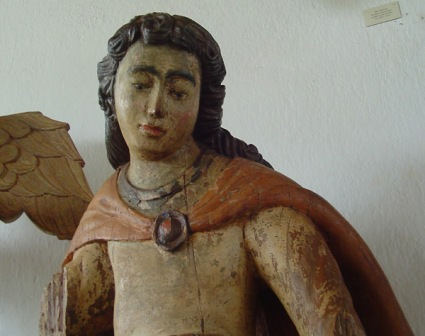
Arte delle riduzioni gesuitiche

Ci sono molte testimonianze sulla naturale inclinazione degli indigeni verso la musica. Ha affermato il Padre Noel Berthold che  quando il fratello Verger suonava l'organo rimanevano immobili, come in estasi, persino quattro ore. Molti indigeni sono diventati esimi strumentisti oppure eccellenti costruttori di strumenti, come Ignacio Paica e Gabriel Quiri; è noto il caso di un bambino di dodici anni che suonava alla perfezione sonate e danze cortigiane dei grandi maestri europei. Tra gli stessi gesuiti c'erano anche dei musicisti eminenti, come quelli citati padri Verger e Sepp, quest'ultimo ha costruito il primo organo nelle Americhe, e il padre Juan Vaseo divenuto poi musicista della corte spagnola.
Formarono anche grandi orchestre e cori, spesso anche rivali dei gruppi di formazione europea, e spesso invitati a fare delle presentazioni a Buenos Aires per le festività di Santo Ignazio di Loyola. Nella Missione di San Ignacio venne aperto uno dei primi conservatori di musica dell'America.
Parte del lavoro catechetico dei gesuiti faceva ricorso al teatro per illustrare le verità religiose. C'erano delle sceneggiature dei drammi sacri, sulla vita dei santi e brani della Sacra Scrittura, talvolta erano presentate anche delle opere classiche. Alcune opere venute dall'Europa erano tradotte in lingua guaraní, altre erano scritte nelle proprie riduzioni.
Anche nella pittura alcuni si distinsero come Kabiyù, eccellente artista, che ha prodotto tra le altre opere una notabile Vergine dei Dolori, oggi a Buenos Aires.

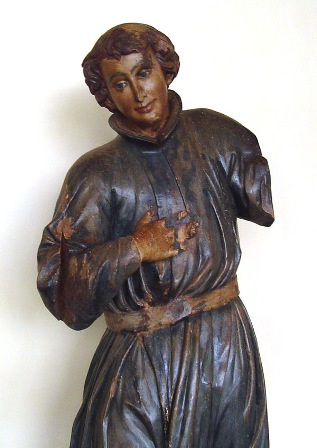
Arte delle riduzioni gesuitiche

La scultura merita una speciale attenzione, sia per il ruolo rilevante nel sistema di educazione e di catechesi gesuita, sia per la quantità dei pezzi rimanenti. Troviamo delle caratteristiche particolari nella molteplicità dei tratti di diverse scuole ed epoche artistiche europee, dal romanico fino al barocco, e degli elementi tipicamente indigeni, spesso visibili nelle fisionomie di alcune immagini, nelle posizioni ieratiche e negli arredi tipici. L'arte è stato il modo in cui le caratteristiche autoctone trovarono il modo di esprimere la loro peculiarità riuscendo a superare i rigidi schemi e le regole stilistiche imposte dall'esterno. chi?
Si ritiene che i pezzi oggi ritenuti di maggiore qualità siano opera degli stessi gesuiti, alcuni di loro si distinsero: come i padri José Brasanelli, Anselmo della Mata e di nuovo Antonio Sepp. Spesso infatti agli indigeni veniva dato il semplice ruolo di aiutanti, o veniva loro affidata la produzione di opere minori. Però ci sono delle eccezioni documentate, come quella dell'indigena José, la quale nel 1780 realizzò una statua del Signore dell'umiltà e della pazienza, adesso nella chiesa di San Francesco a Buenos Aires, ritenuta uno dei capolavori dell'inizio dell'arte nazionale argentina. Un altro aspetto cui si deve porre attenzione è l'abitudine del lavoro collettivo per la produzione di un manufatto, il che rende difficile individuare l'omogeneità formale in ogni esemplare e riconoscere gli stili diversi.
Nell'architettura i gesuiti hanno introdotto una notevole organizzazione urbana. I loro villaggi erano più evoluti di altre città europee di simile popolazione, con ponti, un'irrigazione canalizzata, fontane per acqua e mulini. Le abitazioni, distribuite in gruppi regolari, erano inizialmente di argilla, poi furono di pietra, con varie stanze, focolari e tetti di tegole. Ma è nell'erezione di chiese che i gesuiti veramente si distinsero: lo stile utilizzato fu il tipico barocco gesuita, o della controriforma, con linee sobrie esternamente, ma profusamente arricchite all'interno con altari intagliati e dorati, con oggetti di culto costituiti da metalli preziosi e gemme, e nella statuaria, di impressionante vivacità e bellezza plastica. Tra gli architetti sono importanti il padre Giovanni Battista Primoli, costruttore della chiesa di San Michele, e Andrés Blanqui.

## Le difficoltà
La vita delle Missioni, come giusto che sia, non è stata sempre "positiva". Alcuni indigeni, dopo essere stati colonizzati, sfruttati, obbligati a credere ad un Dio nel quale non credevano, a vivere in un modo non deciso da loro, a parlare una lingua non loro, riuscirono a non accettare le condizioni impostegli e a ritornare alla vita precedente ai coloni. Altre volte c'erano dei gruppi rapiti e portati alle riduzioni, caso dei guaiaquì, altre volte furono sterminati, come i guenoa nel 1708, per aver resistito all'obbligo di andare nei villaggi. Ci sono anche delle notizie di epidemie, periodi di carestia e numerosi attacchi da parte degli indigeni che abitavano fuori dalle riduzioni.

### La minaccia deibandeirantes
Tra tutte le minacce la più seria, la più la spietata e la più costante fu intrapresa dai Bandeirantes o paolisti (schiavisti) brasiliani nella prima metà del seicento, per procurarsi schiavi o massacrando centinaia di migliaia di indigeni. Tredici riduzioni fondate a ovest dell'attuale Paraná furono abbandonate nel 1631 a causa dei costanti attacchi dei paolisti, provocando un esodo verso sud di circa dodicimila persone.
La battaglia di Mbororé, nel 1641, dei bandeirantes, aiutati dagli indigeni tupi, contro i guaraní della riduzione e i soldati paraguaiani, finì con la vittoria di questi ultimi; questo frenò l'impeto espansionista dei brasiliani per un periodo considerevole e permise alle Missioni lo sviluppo per più di un secolo.

## Elenco delle riduzioni gesuite
| Riduzione                       | Popolazione |
| ------------------------------- | ----------- |
| San Ignacio Mayor (de Paranà)   | 2.231       |
| Santa Maria la Mayor            | 3.593       |
| Santa Rosa de Lima              | 2.170       |
| Beata Maria Virgo de Candelaria |             |
| Yapurà                          |             |
| Santiago                        | 4.359       |
| Itapuá                          | 2.847       |
| Presentación                    | 1.764       |
| Santos Cosme y Damián           | 1.272       |
| Santa Ana                       | 4.331       |
| Nuestra Señora de Loreto        | 2.789       |
| San Ignacio Minì                | 2.218       |
| Corpus Christi                  | 3.214       |
| Jesús de Tavarangue             | 1.679       |
| Santísima Trinidad              | 2.245       |
| San José                        | 1.594       |
| San Carlos                      | 1.404       |
| Santos Apóstoles                | 1.577       |
| Conceptión                      | 2.296       |
| Santa María Mayor               | 993         |
| San Francisco Xavier            | 1.845       |
| Santos Mártires                 | 2.834       |
| San Nicolás                     | 3.107       |
| San Luis                        | 2.868       |
| San Lorencio                    | 1.573       |
| São Miguel das Missões          | 6.611       |
| San Juan Bautista               | 2.843       |
| Santo Tomé                      | 4.824       |
| Angeles Custodios               | 2.397       |
| San Francisco Borja             | 3.814       |
| La S. Cruz                      | 2.540       |
| Santos Reyes de Yapeyú          | 6.187       |
| San Fructuoso                   |             |
| Concordia                       |             |
| Mercedes                        |             |
| San Pedro de Teramè             |             |
| San Joaquin de Teramè           |             |
| Nuestra Señora de Rosario       |             |
| San Estanislao de Teramè        |             |
| San Marcos de la Fide           |             |
| San Angel                       |             |
| Los Santos                      |             |